# Marc Stenger

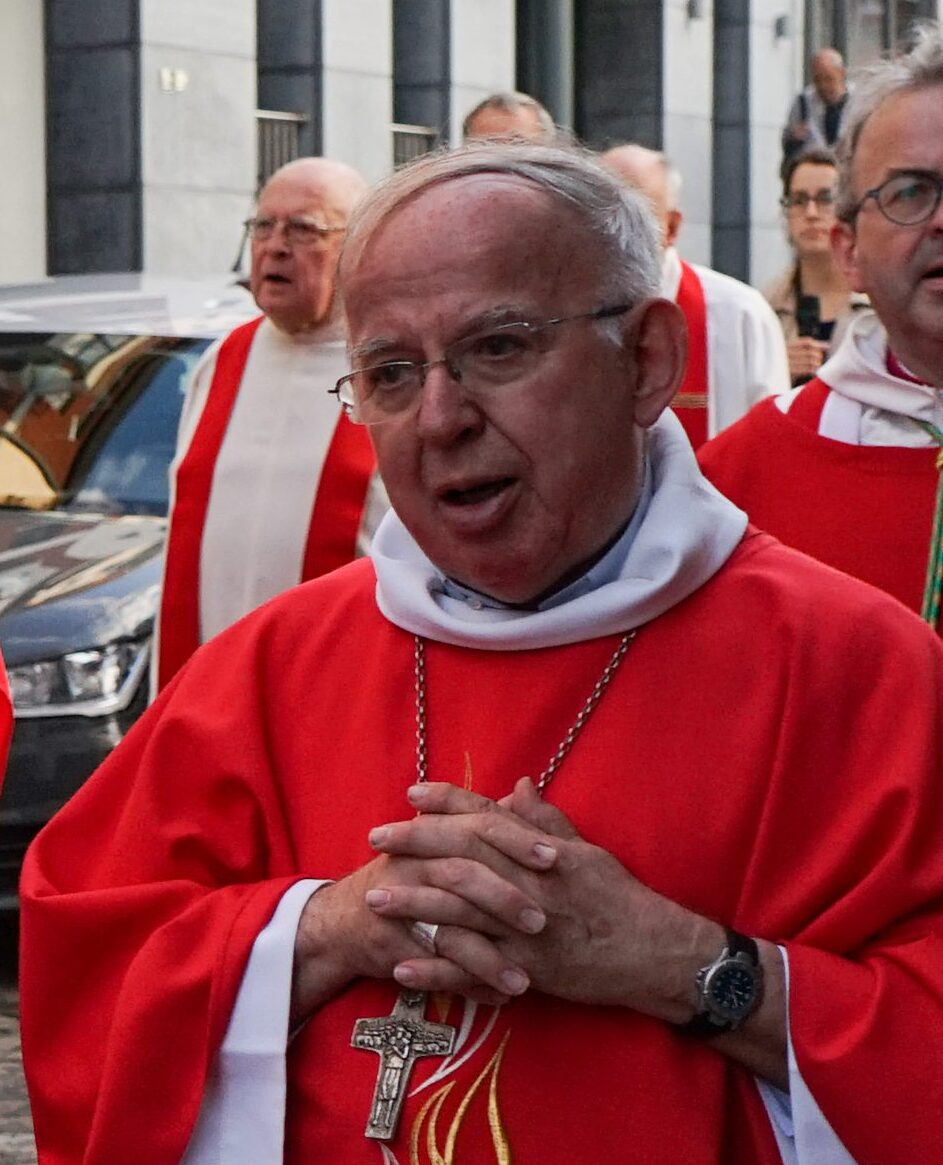
Marc Stenger, 2024

Marc Camille Michel Stenger (* 27. August 1946 in Phalsbourg, Lothringen) ist ein französischer Geistlicher und emeritierter römisch-katholischer Bischof von Troyes.

## Leben
Marc Stenger wurde 1946 als Sohn des kaufmännischen Angestellten Jules Stenger und der Hausfrau Camille Stenger geboren. Er studierte nach seinem Abitur Literaturwissenschaften und Katholische Theologie am Institut Catholique de Paris sowie an der Päpstlichen Universität Gregoriana und dem Päpstlichen Französischen Priesterseminar, beide in Rom. Am 28. Juni 1975 empfing er die Priesterweihe. Von 1975 bis 1981 war er Kaplan in einer Pfarrei in Metz. 1981 wurde er Mitglied des Lehrkollegiums des Französischen Seminars in Rom und wechselte 1984 an das Priesterseminar von Metz, wo er bis 1990 lehrte. Als Bischofsvikar war er von 1984 bis 1998 für die Jugendarbeit zuständig. 1990 wurde er Pfarrer in Metz, ab 1992 leitete er das dortige Priesterseminar.
Am 30. April 1999 ernannte ihn Papst Johannes Paul II. zum Bischof von Troyes. Der Bischof von Orléans, Gérard Daucourt, spendete ihm am 5. September desselben Jahres in der Kathedrale von Troyes die Bischofsweihe; Mitkonsekratoren waren der Bischof von Metz, Pierre Raffin OP, und der Bischof von Trier, Hermann Josef Spital. Sein bischöflicher Wahlspruch lautet „Allen alles“ und ist dem 1. Korintherbrief entnommen (1 Kor 9,22 ).
Marc Stenger war Mitglied der Kommission für die weltweite Mission der Kirche und von 2014 bis 2020 Mitglied des Conseil pour les mouvements et associations de fidèles der der Französischen Bischofskonferenz. Er ist Präsident des bischöflichen Ausschusses Frankreich-Lateinamerika (CEFAL) der französischen Bischofskonferenz. Von 2003 bis 2019 war er Präsident von Pax Christi in Frankreich und ist seit 2019 Co-Präsident von Pax Christi International. Zudem engagiert er sich als geistlicher Beirat für Malteser International und ist Ehrenkonventualkaplan des Malteserordens.
Am 28. Dezember 2020 nahm Papst Franziskus das von Marc Stenger aus gesundheitlichen Gründen vorgebrachte Rücktrittsgesuch an.